# ジャクリーン・ビセット
ジャクリーン・ビセット（ビセ　発音例）（Jacqueline Bisset、本名: Winifred Jacqueline Fraser Bisset、1944年9月13日 - ）は、イギリスの女優。サリー州ウェーブリッジ出身。

## 来歴
父親はスコットランド人の医師、母親はイングランドとフランスの血を引くフランス人。流暢なフランス語を話すため、フランス映画への出演も多い。子供のころからバレエを習い、演技のレッスンを取るためにしていたモデルがきっかけとなって映画界入りした。
ジェーン・バーキン、シャーロット・ランプリングと同じく、1965年のイギリスの映画イギリス映画『ナック』のオーディションに採用され、端役として女優デビュー。1967年に20世紀フォックスと契約し、カリフォルニア州ロサンゼルスに移住。60年代後半からアメリカ映画にも多数出演し、スター女優として活躍。またフランス語も堪能で、フランス映画にも出演し、妖艶な美貌と抜群のスタイルを持つ国際女優として認知された。2010年にはフランスのレジオンドヌール勲章を授与されている。
1977年の米英合作『ザ・ディープ』で見せた濡れたTシャツのポスターは、70年代の最も象徴的な画像の1つともいわれ、今なお語り継がれている。
2013年、BBCのミニシリーズ'Dancing on the Edgeでの演技が高く評価され、ゴールデングローブ賞 助演女優賞 (テレビ部門)を受賞した。1969年にゴールデングローブ賞にノミネートされた他、14年ぶり5度目のノミネートでの受賞となった。

## 私生活
1968年の『甘い暴走』で知り合ったマイケル・サラザンと長く同棲したが結婚せず。マイケル・サラザンは日本では無名俳優だった。以降も付き合った男性は多いが、独身を貫いている。アンジェリーナ・ジョリーの両親ジョン・ヴォイトとミシェリーヌ・ベルトランと親しかったため、彼女の代理母(ゴッドマザー)となった。アンジェリーナ・ジョリーの名付け親である。しかし、現在はほとんど面識がないとトーク・ショーで語っている。

## 主な出演作品

### 映画
| 公開年 | 邦題 原題                                                                        | 役名                         | 備考                 |
| ------ | -------------------------------------------------------------------------------- | ---------------------------- | -------------------- |
| 1965   | ナック The Knack ...and How to Get It                                            |                              | エキストラとして出演 |
| 1965   | 袋小路 Cul-De-Sac                                                                | ジャクリーン                 |                      |
| 1967   | 007 カジノ・ロワイヤル Casino Royale                                             | ミス・フトモモ               |                      |
| 1967   | いつも2人で Two for the Road                                                     | ジャッキー                   |                      |
| 1967   | 謀略都市 The Cape Town Affair                                                    | キャンディ                   |                      |
| 1968   | 刑事 The Detective                                                               | ノーマ                       |                      |
| 1968   | 甘い暴走 The Sweet Ride                                                          | ヴィッキー・カートライト     |                      |
| 1968   | ブリット Bullitt                                                                 | キャシー                     |                      |
| 1969   | 経験 The First Time                                                              | アンナ                       |                      |
| 1969   | フランソワの青春 L'échelle blanche                                               | ウェンディ・シンクレア       |                      |
| 1969   | クリスチーヌの性愛記 The Grasshopper                                             | クリスチーヌ                 |                      |
| 1970   | 大空港 Airport                                                                   | グエン                       |                      |
| 1971   | さらば青春の日 Believe in Me                                                     | パメラ                       |                      |
| 1971   | シークレット Secret                                                              | ジェニファー・ウッド         |                      |
| 1971   | 悪魔のワルツ The Mephisto Waltz                                                  | ポーラ・クラークソン         |                      |
| 1972   | Stand Up and Be Counted                                                          | シーラ・ハモンド             |                      |
| 1972   | ロイ・ビーン The Life and Times of Judge Roy Bean                                | ローズ・ビーン               |                      |
| 1973   | おかしなおかしな大泥棒 The Thief Who Came to Dinner                              | ローラ・キートン             |                      |
| 1973   | 映画に愛をこめて アメリカの夜 La Nuit Américaine                                 | ジュリー                     |                      |
| 1973   | おかしなおかしな大冒険 Le Magnifique                                             | タチアナ／クリスティーン     |                      |
| 1974   | オリエント急行殺人事件 Murder on the Orient Express                              | エレナ・アンドレニイ伯爵夫人 |                      |
| 1975   | らせん階段 The Spiral Staircase                                                  | ヘレン・マロリー             |                      |
| 1975   | 殺意の行方 Der Richter und sein Henker                                           | アンナ                       |                      |
| 1976   | セント・アイブス ST. Ives                                                        | ジャネット・ホイッスラー     |                      |
| 1977   | ザ・ディープ The Deep                                                            | ゲイル・バーク               |                      |
| 1978   | 愛はエーゲ海に燃ゆ The Greek Tycoon                                              | リズ・キャシディ             |                      |
| 1978   | 料理長殿、ご用心 Who Is Killing the Great Chefs of Europe?                       | ナターシャ・オブライエン     |                      |
| 1980   | 世界崩壊の序曲 When Time Ran Out...                                              | ケイ・カービー               |                      |
| 1981   | インチョン! Inchon                                                               | バーバラ                     |                      |
| 1981   | ベストフレンズ Rich and Famous                                                   | リズ・ハミルトン             | 製作・出演           |
| 1983   | 恋のスクランブル Class                                                           | エレン                       |                      |
| 1984   | 火山のもとで Under the Volcano                                                   | イヴォンヌ                   |                      |
| 1984   | ベルリンは夜 Forbidden                                                           | ニナ                         |                      |
| 1985   | ジャクリーン・ビセットの アンナ・カレーニナ Anna Karenina                        | アンナ・カレーニナ           | テレビ映画           |
| 1987   | ハイシーズン High Season                                                         | キャサリン・ショー           |                      |
| 1990   | 蘭の女 Wild Orchid                                                               | クラウディア・デニス         |                      |
| 1991   | 彼はメイド・イン・パリ Un amour de banquier                                      | ニコール                     | テレビ映画           |
| 1993   | クライムブローカー/仮面の誘惑 CrimeBroker                                        | ホリー・マクフィー           | テレビ映画           |
| 1993   | メランコリー Les Marmottes                                                       | Frédérique                   |                      |
| 1995   | 沈黙の女/ロウフィールド館の惨劇 La Cérémonie                                     | カトリーヌ・ルリエーブル     |                      |
| 1996   | ひとり旅の女/殺意の片道切符 Once You Meet a Stranger                             | シェイラ                     | テレビ映画           |
| 1998   | 娼婦ベロニカ Dangerous Beauty                                                    | パオラ・フランコ             |                      |
| 1999   | ウィッチ・ハント/魔女の血族 Witch Hunt                                           | バーバラ・トーマス           | テレビ映画           |
| 1999   | ヴァージン・ブレイド Joan of Arc                                                 | Isabelle D'Arc               | テレビ映画           |
| 1999   | JESUS 奇蹟の生涯 Jesus                                                           | マリア                       | テレビ映画           |
| 2000   | ブリタニック Britannic                                                           | レディ・ルイス               | テレビ映画           |
| 2000   | ニュー・イヤーズ・デイ 約束の日 New Year's Day                                   | ジェラルディン               |                      |
| 2003   | J・F・ケネディJr./悲劇のプリンス America's Prince: The John F. Kennedy Jr. Story | ジャクリーン・ケネディ       | テレビ映画           |
| 2004   | 誘惑のファッシネイション Fascination                                             | モーリーン・ドハーティ       |                      |
| 2005   | ミネハハ 秘密の森の少女たち The Fine Art of Love: Mine Ha-Ha                     | 校長                         |                      |
| 2005   | ドミノ Domino                                                                    | ソフィー                     |                      |
| 2006   | セイブ・ザ・ラストダンス2 Save the Last Dance 2                                  | モニク                       |                      |
| 2014   | ハニートラップ 大統領になり損ねた男 Welcome to New York                          | シモーヌ                     |                      |
| 2015   | マイ・ベスト・フレンド Miss You Already                                          | ミランダ                     |                      |
| 2017   | 2重螺旋の恋人 L'Amant double                                                     | シェンカー                   |                      |
| 2018   | バグダッド・スキャンダル Backstabbing for Beginners                              |                              |                      |
| 2018   | 私のニューヨーク Here and Now                                                    | ジャンヌ                     |                      |
| 2018   | 殺し屋 Asher                                                                     | ドラ                         |                      |
| 2018   | ヘッド・フル・オブ・ハニー Head Full of Honey                                    | ヴィヴィアン                 |                      |

### テレビシリーズ
| 放映年    | 邦題 原題                                                                | 役名                         | 備考         |
| --------- | ------------------------------------------------------------------------ | ---------------------------- | ------------ |
| 1987      | 英雄物語/ナポレオンとジョセフィーヌ Napoleon and Josephine: A Love Story | ジョゼフィーヌ・ド・ボアルネ | ミニシリーズ |
| 2001-2002 | アリー my Love Ally My Love                                              | フランセス・ショー           | 2エピソード  |
| 2003      | LAW & ORDER:性犯罪特捜班 Law & Order: Special Victims Unit               | ジュリエット・バークレー     | 1エピソード  |
| 2006      | NIP/TUCK マイアミ整形外科医 Nip/Tuck                                     | James LeBeau                 | 7エピソード  |
| 2011-2012 | リゾーリ&アイルズ ヒロインたちの捜査線 Rizzoli & Isles                   | コンスタンス・アイルズ       | 3エピソード  |

## 参照
1. 1 2 3 4 5 6 7 8 9  『70's STYLE BOOK』宝島社、2007年、22–27頁。ISBN 978-4-7966-5967-3。
2. 1 2 3 4 5 6 7 8 9 10  “Jacqueline Bisset interview” (2014年8月17日). 2023–06–02閲覧。 エラー: 閲覧日が正しく記入されていません。 “My first relationship the man had two children and he hadn’t married her so I thought if he hasn’t married that woman he’s not going to marry me.”
3. ↑  Maude Bass-Krueger (2019年5月27日). “史上最強の民主派アイテム、白Tシャツの進化をたどる。【FASHION ENCYCLOPEDIA Vol.4】”. VOGUE JAPAN.  コンデナスト・パブリケーションズ. 2023年6月2日閲覧。櫻井香 (2016年12月25日). “昭和の男子を奮い立たせた映画女優シリーズ 【蒼き時代の女神たち6】「バミューダの濡れた砂」ジャクリーン・ビセット”. MEN'S Precious.  小学館. 2020年11月23日時点のオリジナルよりアーカイブ。2023年6月2日閲覧。
4. ↑  “2014 Golden Globe Awards”. 2015年3月30日時点のオリジナルよりアーカイブ。2014年1月13日閲覧。